# Alojzy Sulistrowski
Alojzy Sulistrowski herbu Lubicz (ur. około 1739  – zm. 1795 we Florencji) – podstoli wielki litewski w 1786 roku, pisarz wielki litewski, członek Rady Najwyższej Rządowej Litewskiej w czasie powstania kościuszkowskiego, kierownik Wydziału Porządku Rady Najwyższej Narodowej, zastępca radcy-pełnomocnik Rady Najwyższej Narodowej na Litwie w 1794 roku. 

## Życiorys
Członek konfederacji Andrzeja Mokronowskiego w 1776 roku i poseł na sejm 1776 roku z powiatu mozyrskiego. Poseł na sejm 1778 roku z powiatu oszmiańskiego. Rotmistrz Armii Wielkiego Księstwa Litewskiego, podstoli litewski w latach 1786–1787, pisarz wielki litewski w latach 1787-1791, poseł  na Sejm Czteroletni z województwa połockiego w 1788 roku.  Wybrany ze stanu rycerskiego sędzią Sejmu Czteroletniego w 1788 roku. Członek Zgromadzenia Przyjaciół Konstytucji Rządowej. Był członkiem sprzysiężenia, przygotowującego wybuch powstania kościuszkowskiego na Litwie.
W 1790 odznaczony Orderem Orła Białego, w 1788 roku został kawalerem Orderu Świętego Stanisława.
Po klęsce powstania kościuszkowskiego wyemigrował do Wenecji, skąd wiosną 1795 wyjechał do Florencji, gdzie zmarł późną jesienią.